# Sant’Abbondio (Allerona)

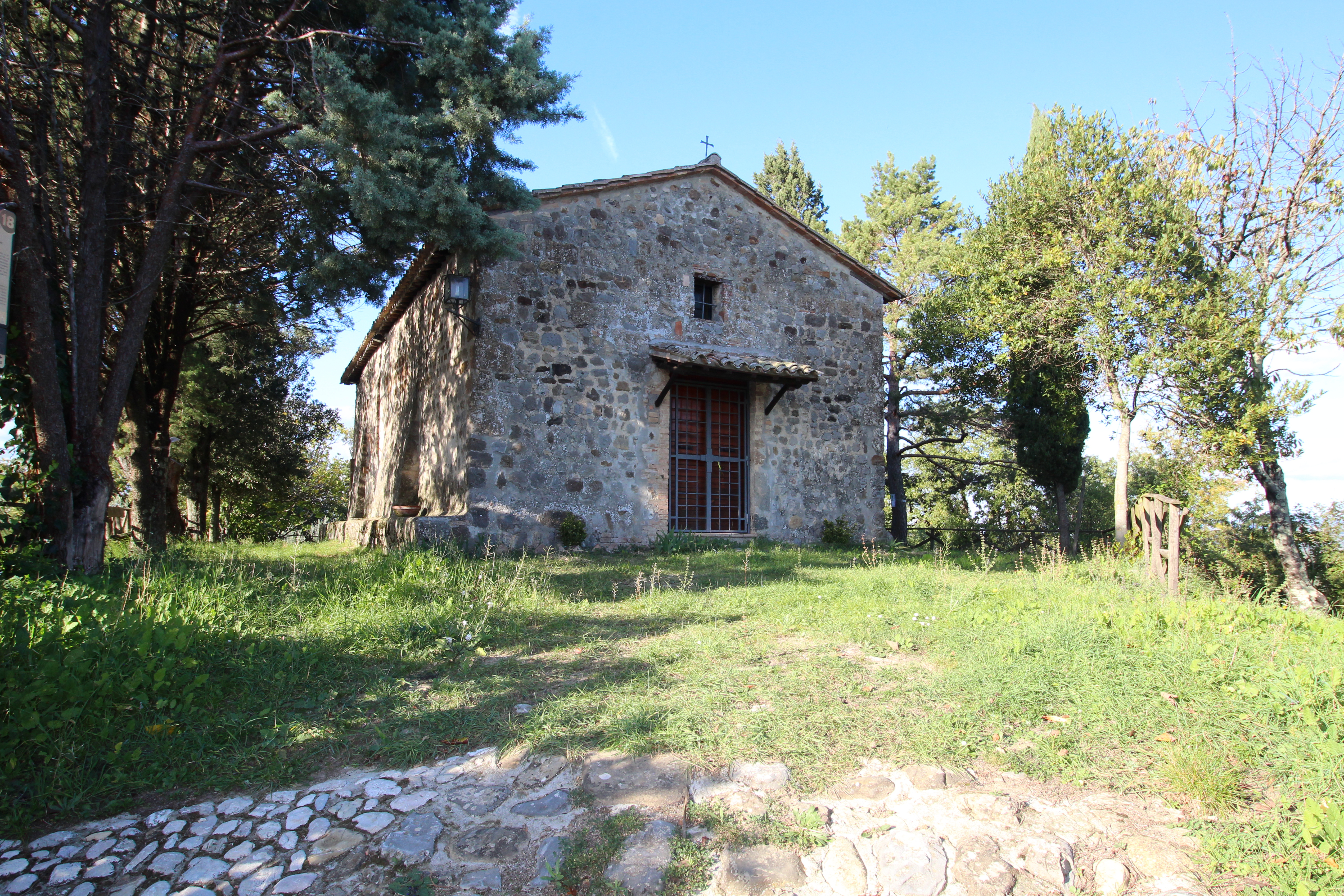
Ansicht der Kirche Sant’Abbondio

Die Kirche Sant’Abbondio ist ein dem heiligen Abundius gewidmetes Kirchengebäude in Allerona in der Provinz Terni in der italienischen Region Umbrien.

## Lage

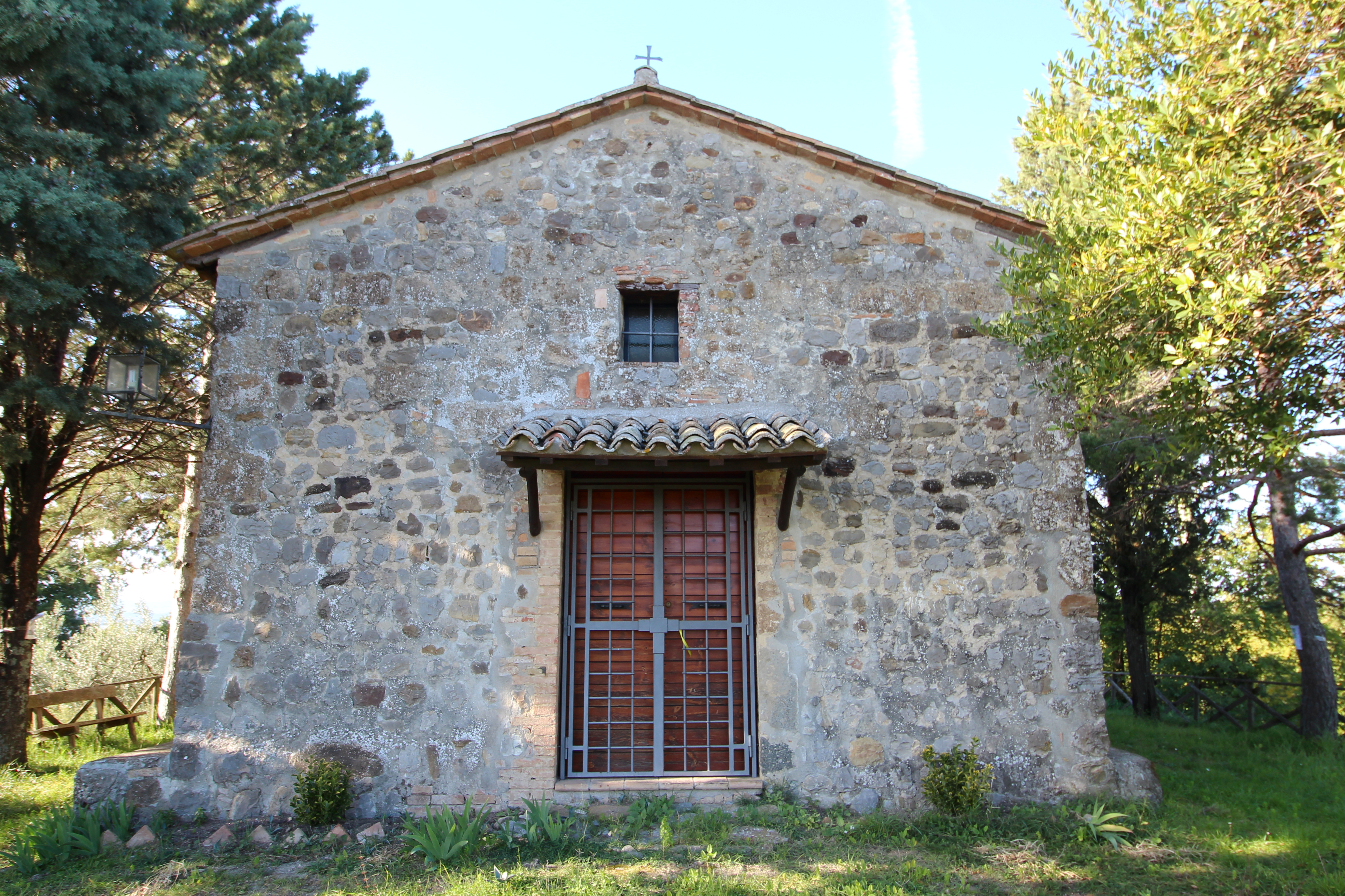
Fassade

Die Kirche gehört zum Bistum Orvieto-Todi und befindet sich etwa 5 km südöstlich der Altstadt von Allerona in der Località Sant’Abbondio, einem Weiler auf der gleichnamigen Anhöhe etwa 1,5 km nördlich von Allerona Scalo, einem Ortsteil von Allerona. Die Kirche liegt etwa 800 m westlich der Autobahn Autostrada A1 und etwa 1 km östlich der Bahnstrecke Florenz–Rom am Ende der Straße Via Sant’Abbondio, die von Allerona Scalo zur Kirche führt und dort endet.

## Beschreibung und Geschichte

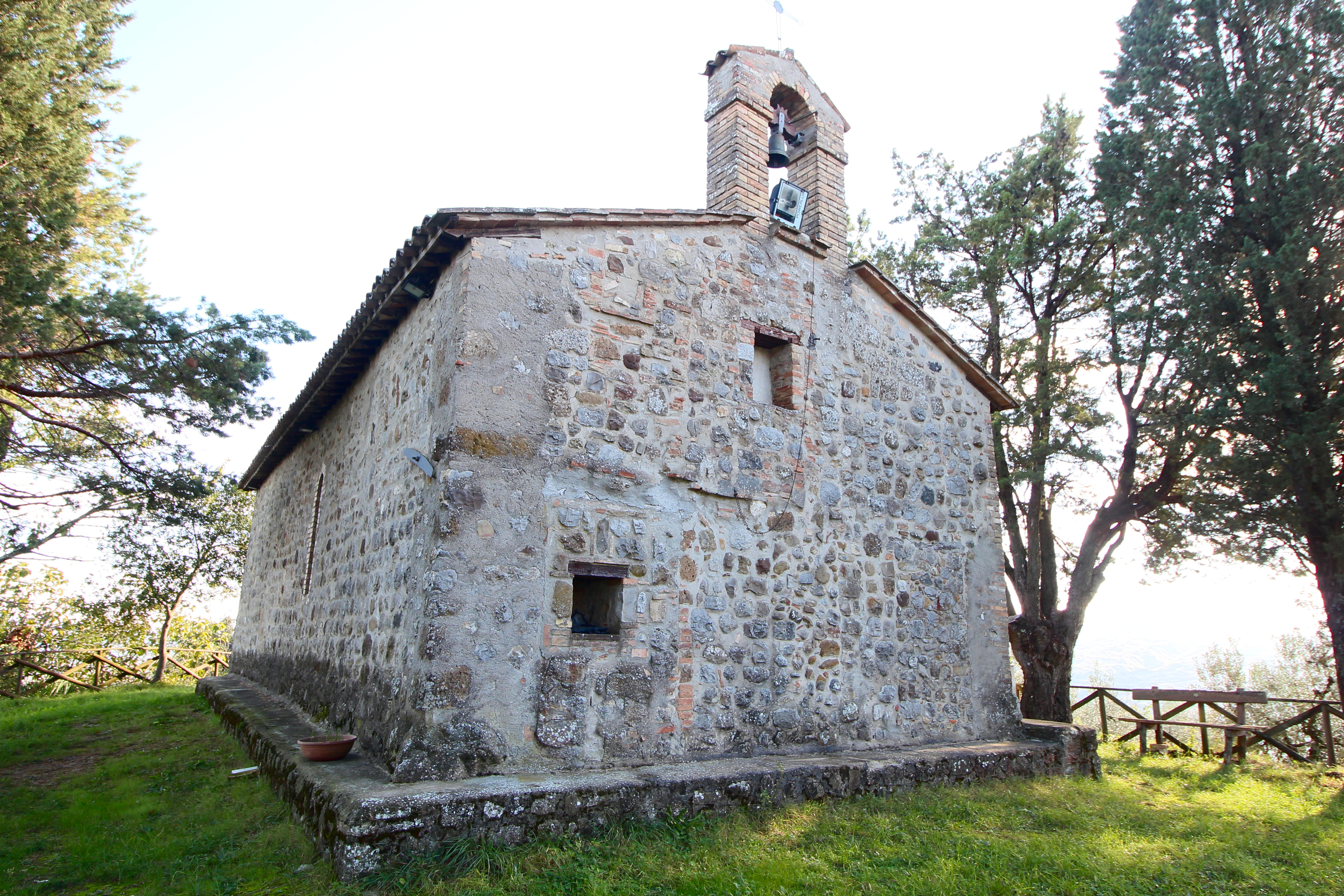
Rückseite

Die Kirche entstand zwischen dem 7. Jahrhundert und dem 9. Jahrhundert. Das Inventar der Güter der Pfarrei von Priester Don Luigi Calendrini von 1828 erwähnt zwei Altäre. Das Inventar vom 2. März 1860 bestätigt die beiden Altäre, die hier mit S. Abondio M. und Santissimo Crocifisso bezeichnet werden.  Ihren Status als Pfarrkirche verlor die Kirche 1940, als der Bischof von Orvieto, Salvatore Fratocchi, die Kirche der in den 1930er-Jahren entstandenen Kirche chiesa parrocchiale dei Santi Abbondio e Silvestro in Allerona Scalo unterstellte. Vorausgegangen war ein Bevölkerungsniedergang in der Località Sant’Abbondio, der mit der Fertigstellung des Teilabschnittes Ficulle-Orvieto der Bahnstrecke Florenz–Rom 1865 begann.
Das Gebäude ist eine einschiffige Saalkirche mit Satteldach und hölzernem Dachstuhl und besitzt ein kleines Vordach an der Fassade. Der Glockengiebel liegt mittig an der Rückseite am Dach der Kirche. 1998 wurde die Kirche umfangreich restauriert. Das Gedenkfest des hl. Abundius findet jeweils am letzten Sonntag im August statt.